# Ширяево (Пензенская область)
Ширяево — село в Белинском районе Пензенской области России, входит в состав Студенского сельсовета.

## География
Село расположено на берегу речки Шумика в 9 км на запад от центра поселения села Студенка и в 32 км на запад от райцентра города Белинский.

## История
Основано около 1706 г. на землях бояр Александра и Ивана Львовичей Нарышкиных, доставшихся им в 1705 г. по наследству от умершего отца, Льва Кирилловича Нарышкина, дяди Петра Первого. Названо по фамилии крепостного «лучшего крестьянина» Алексея Григорьевича Ширяева, поселенца из моршанского с. Вознесенского. В 1785 г. – в Чембарском уезде за графом Алексеем Кирилловичем Разумовским (1748-1822), министром народного просвещения, известным масоном; у него в Ершово, Ширяеве, Чернышево и некоторых других деревнях Чембарского уезда (3355 ревизских душ). В 1763 г. построена деревянная церковь во имя Архангела Михаила.
В 1877 г. – в Ершовской волости Чембарского уезда Пензенской губернии, 100 дворов, церковь. В 1896 г. работала церковноприходская школа. В 1911 г. – село Ершовской волости Чембарского уезда, одно крестьянское общество, 129 дворов, церковь, церковноприходская школа, 3 кузницы, 2 лавки. 
C 1928 г. — центр Ширяевского сельсовета Поимского района Пензенского округа Средне-Волжской области. C 1939 г. — в составе Пензенской области. В 1955 г. – в составе Ширяевского сельсовета (центр в Ершово) Поимского района, колхоз имени Хрущева, позднее — центр сельсовета. В 1980-е гг. – центральная усадьба колхоза «Искра». Решением Пензенского облисполкома от 22.12.2010 г. Ширяевский сельсовет упразднен, село Ширяево вошло в состав Студенского сельсовета.

## Население
| 1864 | 1877 | 1897 | 1911 | 1926  | 1939 | 1959 |
| ---- | ---- | ---- | ---- | ----- | ---- | ---- |
| 444  | ↗657 | ↗684 | ↗850 | ↗1047 | ↘927 | ↘743 |
| 1979 | 1989 | 1996 | 2002 | 2010  |      |      |
| ↘596 | ↘581 | ↘564 | ↘450 | ↘391  |      |      |